# Paratrichocladius
Paratrichocladius är ett släkte av tvåvingar som beskrevs av Santos Abreu 1918. Paratrichocladius ingår i familjen fjädermyggor.

## Dottertaxa tillParatrichocladius, i alfabetisk ordning[1][2]
- Paratrichocladius aberrans
- Paratrichocladius ater
- Paratrichocladius brevicornis
- Paratrichocladius dewulfi
- Paratrichocladius gayi
- Paratrichocladius gotoefeus
- Paratrichocladius guidalii
- Paratrichocladius hamatus
- Paratrichocladius kyogokuprimus
- Paratrichocladius lanzavecchiai
- Paratrichocladius mongolseteus
- Paratrichocladius multicolor
- Paratrichocladius natalensis
- Paratrichocladius nigritus
- Paratrichocladius nigrovittatus
- Paratrichocladius nitidus
- Paratrichocladius nivalis
- Paratrichocladius ornaticollis
- Paratrichocladius osellai
- Paratrichocladius pierfrancescoi
- Paratrichocladius pierretti
- Paratrichocladius pleuriserialis
- Paratrichocladius pretorianus
- Paratrichocladius pseudictericus
- Paratrichocladius rufiventris
- Paratrichocladius skirwithensis
- Paratrichocladius tamaater
- Paratrichocladius tobanodecimus
- Paratrichocladius tusimobeceus
- Paratrichocladius tusimocedeus
- Paratrichocladius tusimodeeus
- Paratrichocladius veronicae
- Paratrichocladius yakukeleus